# Душан Галис
Душан Галис, (чеш. Dušan Galis; Ружомберок,24. новембар 1949) је бивши чехословачки и словачки фудбалер, тренер и политичар.

## Фудбалска каријера
Играо је за омладинску екипу Dolný Kubín. Са 20 година наступао је за чехословачки трећелигашки клуб који је 1971. прешао у другу лигу. У ФК Кошице одлази 1972. и игра у Првој лиги Чехословачке. Већ наредне године осваја Куп Словачке, а у сезони 1975-76 постаје најбољи стријелац у Првој лиги Чехословачке са 21 постигнутим голом. Те сезоне је и позван да наступи за фудбалску репрезентацију Чехословачке. У трећој од осам одиграних утакмица постигао је свој једини погодак за репрезентацију. Побједоносни гол је постигао 30. октобра 1975. у утакмици против Енглеске која је добијена резултатом 2:1 у квалификацијама за Европско првенство у фудбалу 1976. На Европском првенству у фудбалу 1976. са репрезентацијом је освојио златну медаљу. У ФК Слован Братислава прелази 1977. и ту остаје до 1981. након чега одлази у Шапанију и наступа за ФК Кадиз. У Кадизу је играо заједно са Јан Пиварником саиграчем из репрезентације, али пошто клуб није испунио уговорне обавезе оба играча се ускоро враћају у Чехословачку, а Галис кратко игра за ФК Жилина из које одлази у Белгију и током сезоне 1982/83 наступа за ФК Хаселт. Враћа се у Чехословачку гдје наступа за Петржаку и гдје је завршио играчку каријеру. Укупно је одиграо 225 мечева и постигао 89 голова.

## Лигашки учинак
| Сезона                                    | Zápasy | Голова | Клуб                 |
| ----------------------------------------- | ------ | ------ | -------------------- |
| 1. чехословачка лига 1972/73              | 30     | 6      | 1. ФК Кошице         |
| 1. чехословачка лига 1973/74              | 29     | 7      | 1. ФК Кошице         |
| 1. чехословачка лига 1974/75              | 25     | 14     | 1. ФК Кошице         |
| 1. чехословачка лига 1975/76              | 27     | 21     | 1. ФК Кошице         |
| 1. чехословачка лига 1976/77              | 30     | 11     | 1. ФК Кошице         |
| 1. чехословачка лига 1977/78              | 30     | 15     | ФК Слован Братислава |
| 1. чехословачка лига 1978/79              | 6      | 0      | 1. ФК Кошице         |
| 1. чехословачка лига 1978/79              | 3      | 0      | ФК Слован Братислава |
| 1. чехословачка лига 1979/80              | 26     | 8      | ФК Слован Братислава |
| 1. чехословачка лига 1980/81              | 19     | 7      | ФК Слован Братислава |
| Ла Лига                                   | 6      | 1      | ФК Кадиз             |
| 1. словачка народна фудбалска лига1981/82 | 8      | 1      | ФК Жилина            |
| 1. словачка народна фудбалска лига1983/84 | 8      | 1      | ФК Петржалка         |
| УКУПНО                                    | 225    | 89     |                      |

## Тренерска каријера
Тренерску каријеру започео је 1990. године као тренер Слована из Братиславе у којем је остао до 1997. Под његовим вођством Слован је прекинуо доминацију Спарте из Прага освојивши првенство Чехословачке. У Словачкој лиги, са Слованом, осваја првенство 1994, 1995. и 1996 а Куп Словачке 1994. и 1997. године. Тренер Спартака из Трнаве постаје 1997. године и одмах у првој сезони осваја Куп Словачке. Тренер репрезентације Словачке постаје 1999. али их није тренирао. Поднио је оставку након што је Франтишек Лауринец изабран за предсједника Фудбалског савеза Словачке.  У љето 1999. постао је тренер кипарског тима Омонија из Никозије, међутим у октобру 1999. поднио је оставку након лошег учинка тима. Након тога је у периоду 2000-2002. тренирао Артмедију. Поново је постављен за селектора словачке фудбалске репрезентације 23. новембра 2003. Под његовим руководством, Словачка се пласирала на друго место у групи за квалификације за Свјетско првенство у фудбалу 2006. године након што је елиминисала Русију. У баражу су елиминисани од Шпаније 1–5 и 1–1 и нису успјели да се по први пут пласирају на Свјетско првенство. Након договора са шефом Франтишеком Лауринецом поднио је оставку на функцију 12. октобра 2006. године.

## Политичка каријера
Своју политичку каријеру започео је 2006. Постао је члан словачког парламента испред СМЕР ). Нови мандат добио је на изборима 2010. године. Био је владин комесар за омладину и спорт.